# Ambachtelijk Korenmolenaars Gilde

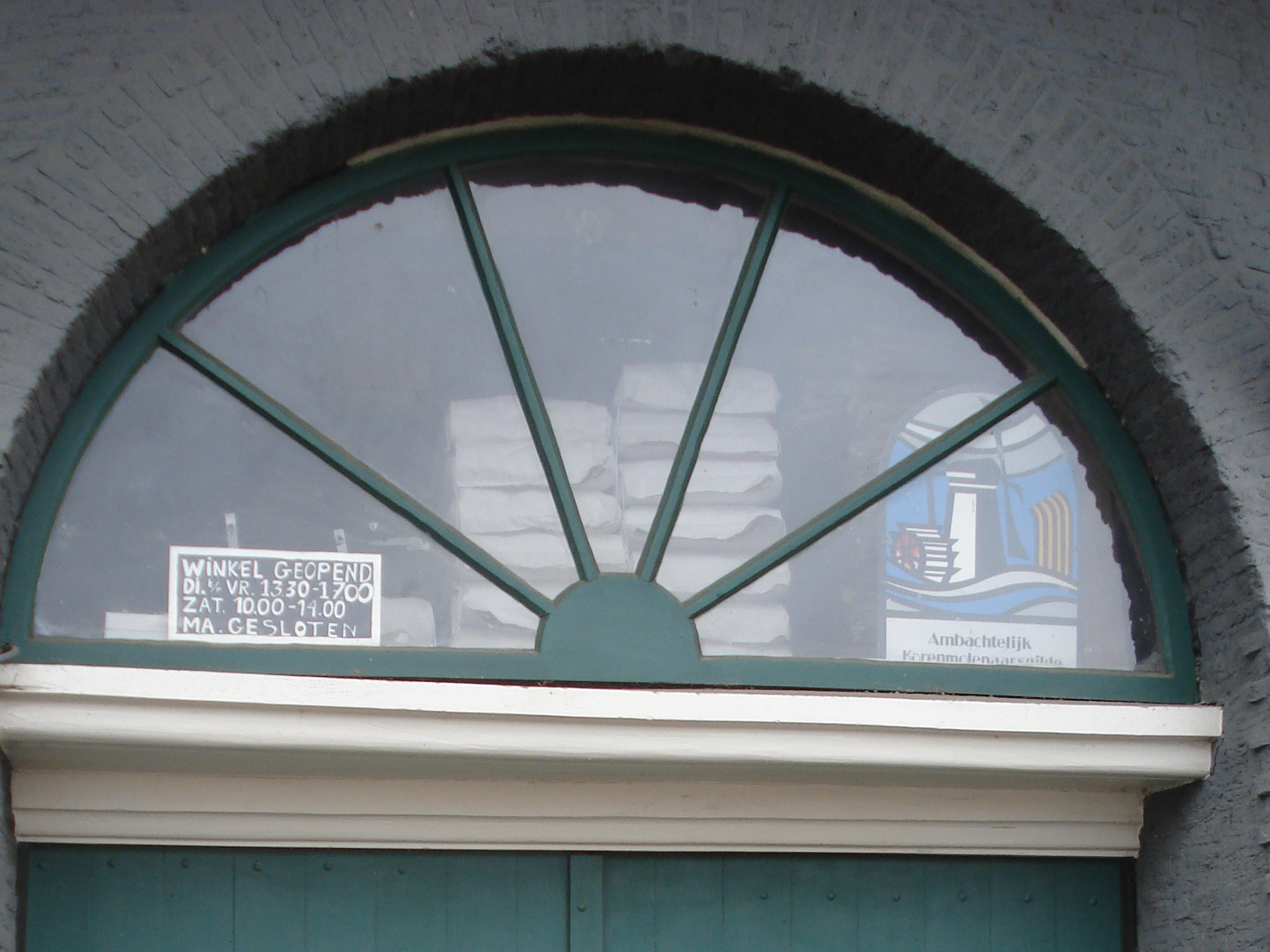
Witte molen Nijmegen, bovenlicht met rechts logo Ambachtelijk Korenmolenaars Gilde

Het Ambachtelijk Korenmolenaars Gilde (AKG) is een Nederlands gilde bestaande uit professionele, ambachtelijke korenmolenaars. Het werd opgericht op 25 maart 1976 door Fr. Gunnewick en M. Schraven, en het Gilde-embleem werd ontworpen door J. Houdijk. Het gilde telt ongeveer veertig leden, waaronder een aantal dat beroepsmatig graan maalt en verkoopt als bron van inkomsten. Daarnaast zijn er leden die weliswaar minder malen, maar wel meelproducten verkopen die gemaakt zijn van op een molen gemalen graan.
Het AKG streeft ernaar het ambacht van korenmolenaar in ere te houden, met inachtneming van de huidige normen, en bevordert de productie van gezonde voeding. Het gilde hanteert een structuur met leerlingen, gezellen en meesters, en organiseert opleidingen voor korenmolenaars. Het maandblad "Van Haver Tot Gort" wordt uitgegeven door het gilde.
De bakkwaliteit van het gemalen meel hangt onder andere af van factoren zoals de valgetal, het eiwitgehalte, de zelenywaarde en de deegkwaliteit. Hoe hoger de waarde, des te beter is de kwaliteit voor het bakken. Daarnaast is het percentage uitmaling van belang, omdat dit het rendement van het malen weergeeft. Het uitmalingpercentage is afhankelijk van het asgehalte, waarbij een hoger percentage resulteert in minder restafval. Daarom test het AKG jaarlijks het graan en de maalproducten van haar leden op:
- vochtgehalte
- eiwitgehalte
- valgetal (Hagberg)
- extensograaf
- farinograaf
- uitmaling
- wateropname
- don-bepaling
- zemelgrootte
- reinheid
- frisheid

## Overzicht van molens waarop beroepsmatig wordt gemalen
- Aeolus (Oldehove)
- Aeolus (Vlaardingen)
- De Arend (Terheijden)
- Brassers Molen
- De Hoop (Wolphaartsdijk)
- De Leeuw (Oldehove)
- De Leeuw (Aalsmeer)
- De Vrijheid (Schiedam)
- De Witte Molen (Nijmegen)
- De Zwaluw (Birdaard)
- De Zwaluw (Nieuwe Pekela)
- De Distilleerketel
- De Hoop (Kropswolde)
- De Hoop (Oud-Alblas)
- De Hoop (Zierikzee)
- De Hoop (Oud-Zevenaar)
- Joeswert
- De Lelie (Ommen)
- De Maagd
- Nooit Gedagt (Woudrichem)
- De Onderneming (Wissenkerke)
- De Ooievaar (Terwolde)
- Op Hoop Van Beter
- De Otter (Oterleek)
- De Pere (Oost-Souburg)
- 't Roode Hert
- De Roode Leeuw
- De Vier Winden (Vragender)
- De Vlijt (Wageningen)
- De Vlijt (Wapenveld)
- Windlust (Radewijk)
- De Windotter
- De Zandhaas
- Zeldenrust (Zuidbarge)
- Zuidmolen
- De Zwaluw (Hoogeveen)